# Jyoti Amge
Jyoti Kishanji Amge (ज्योती किशनजी आमगे; Nagpur, 16 dicembre 1993) è una donna dell'India che, con una statura di 62,8 cm, è stata dichiarata la donna più bassa del mondo, nonché la persona più bassa del mondo dopo la morte dell'uomo più basso del mondo, Junrey Balawing (1993-2020), che misurava 59,93 centimetri.

## Biografia
Nel dicembre 2013, con una statura di 62,8 cm è stata dichiarata la donna più bassa del mondo. Soffre di nanismo primordiale, forma di nanismo che ha bloccato la crescita del suo corpo all'età di 3 anni. Si è laureata in Letteratura presso l'Università di Nagpur. Dal 2012 in poi è apparsa ripetutamente nello show televisivo Lo show dei record.
Nel 2014 ha preso parte alla quarta stagione della serie antologica American Horror Story: Freak Show, di Ryan Murphy.

## Filmografia
- American Horror Story: Freak Show – serie TV, 12 episodi (2014-2015)

## Doppiatrici italiane
- Alberta Izzo in American Horror Story: Freak Show